# Hypselogenia corrosa
Hypselogenia corrosa är en skalbaggsart som beskrevs av Bates 1881. Hypselogenia corrosa ingår i släktet Hypselogenia och familjen Cetoniidae.

## Underarter
Arten delas in i följande underarter:
- H. c. nyassica
- H. c. scheini